# Martin Olczak
Martin Olczak, född 31 oktober 1973 i Stockholm är en svensk författare.
Olczak har skrivit annat manus och barnböcker. Han har även bland annat kåserat i Svenska Dagbladet och diktat i .
Olczaks barnböcker är illustrerade av hans hustru Anna Sandler.
I bilderböckerna om Höjdarna, bland annat har Olczak samarbetat med illustratören Sarah Sheppard.

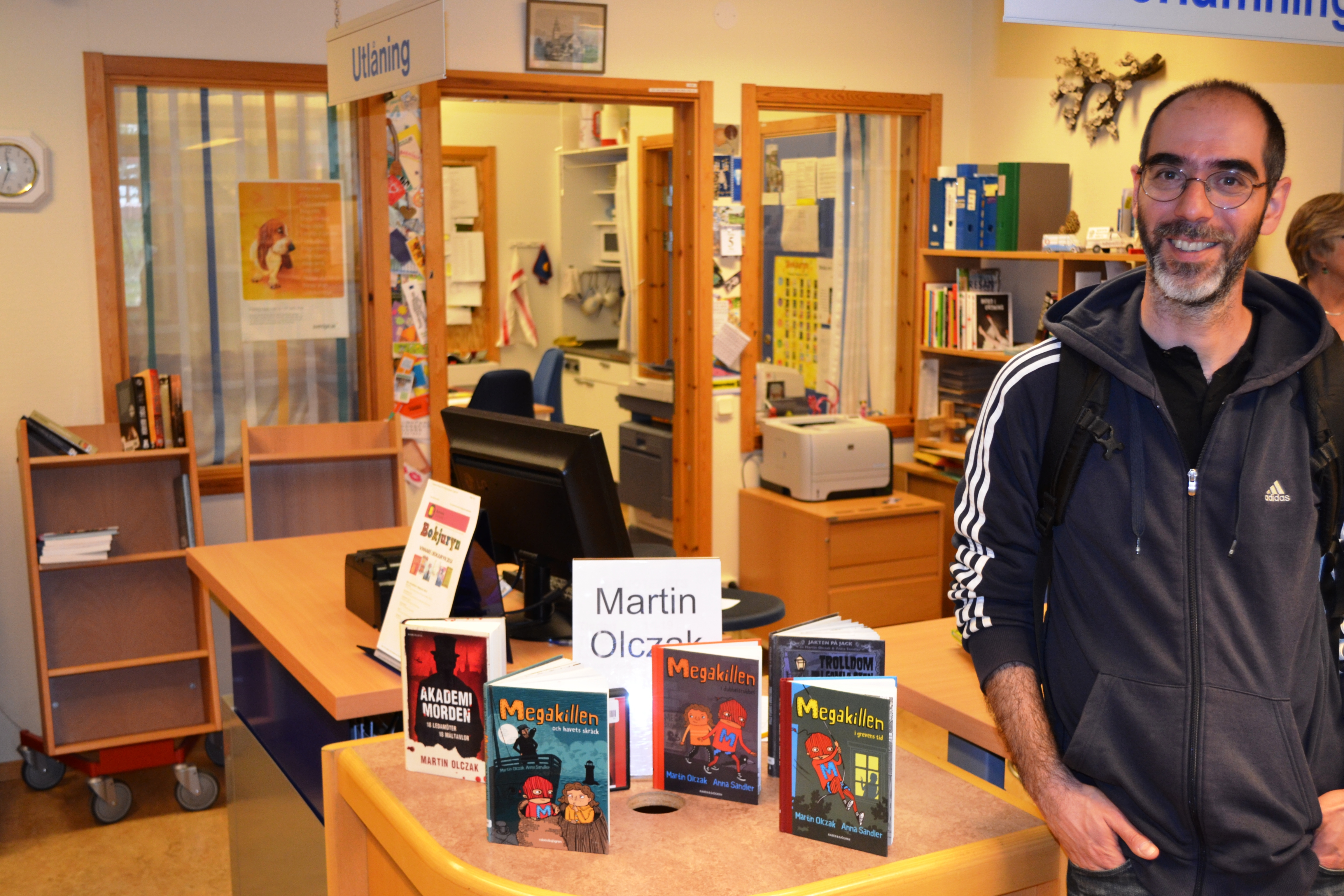
Martin Olczak på Sorunda bibliotek, 5 maj 2015

## Manus
- 2004 - Allrams höjdarpaket (SVT:s julkalender)
- 2004 - Höjdarna
- 2009 - För alla åldrar (säsong 1)
- 2011 - För alla åldrar (säsong 2)
- 2017 - Sam tar över

### Höjdarna
- 2006 - Höjdarnas siffror
- 2006 - Höjdarnas bokstäver
- 2006 - Höjdarna på natten
- 2006 - Höjdarna hela året

### Megakillen
- 2007 - Megakillen - den stora hemligheten
- 2008 - Megakillen i dubbeltrubbel
- 2008 - Megakillen i grevens tid
- 2009 - Megakillen - grymma grabben slår till
- 2009 - Megakillen - en stjärna på teatern
- 2010 - Megakillen och havets skräck
- 2010 - Megakillen blir superkändis
- 2012 - Megakillen - den gåtfulla deckaren

### Jakten på Jack
- 2011 - Trolldom i Gamla Stan
- 2011 - Vålnader på Vasaskeppet
- 2012 - Varulvar i Storkyrkan
- 2012 - Häxor i tunnelbanan

### Spådomen om Jack
- 2013 - Drakar i Globen
- 2014 - Bergtroll på slottet
- 2014 - Sjöodjur i Slussen
- 2015 - Demoner i Stadshuset

### Jacks förbannelse
- 2016 - Vampyrer på Sergels torg
- 2016 - Jättar vid Kaknästornet
- 2017 - Näcken i Riddarfjärden[3]
- 2017 - Odjur på Gröna Lund

### Legenden om Jack
- 2019 - Gastar i Göteborg
- 2020 - Dödskallar i domkyrkan
- 2020 - Vidunder på Arlanda
- 2020 - Troll i järngruvan

### Jacks Öde
- 2022 - Vargar på T-centralen
- 2023 - Havsmonster på Finlandsfärjan
- 2023 - Hammaren på Hötorget
- 2023 - Ragnarök i Stockholm city